# Emeterio Villamil de Rada
Emeterio Villamil de Rada (Sorata, Bolivia; 3 de mayo de 1804 - Río de Janeiro, 1876) fue un político, filólogo, empresario y escritor boliviano, uno de los personajes más interesantes de la Bolivia del siglo XIX.
Se educó en los claustros severos del Seminario de La Paz.
La lucha por la independencia de Bolivia lo encontró en el apogeo de su juventud. En 1825, año de la independencia de Bolivia, cuando sólo tenía 20 años pronunció un fervoroso discurso de bienvenida a los Libertadores Simón Bolívar y Antonio José de Sucre, quien quedó bastante impresionado con la oratoria del jovenzuelo y lo invitó a unirse a su comitiva, invitación cuyo honor rehusó.
En 1826, tuvo en encuentro con Lord Behring, quien se encontraba en La Paz realizando estudios de etnografía y filología. Emeterio siguió sus impulsos y con ayuda de la fortuna de su padre Ildefonso Villamil partió hacia Europa con Lord Behring.

## Primer viaje de 1826 a 1833
Villamil de Rada estudió en Londres el griego y latín, inglés, filosofía e historia, matemática y física y combinó sus estudios con excursiones a diversas regiones de Europa donde destaca un viaje a París donde tuvo un encuentro con el general La Fayette.

## El primer regreso a Bolivia
Al regresar a Bolivia en 1833 por influjo de su antiguo maestro el Obispo Indaburu primer rector de la Universidad de San Andrés dicta la cátedra de literatura en la recién fundada universidad y obtiene el título de doctor en Bellas Artes.
Fue diputado opositor al régimen del Mariscal Andrés de Santa Cruz, lo cual lo llevó a numerosos enfrentamientos con políticos partidarios de ese régimen.
Con los conocimientos en ingeniería que adquirió en su estadía en Europa, decide realizar una arriesgada empresa minera en las minas de cobre de Coro Coro, en las minas de Condorjipiña, pero tuvo que abandonar dicha empresa a causa de su actividad política.

## Segundo viaje 1843 - 1856
Sus antipatías con el presidente  José Ballivian obligaron a Villamil de Rada a emprender viaje al Perú. Radicado en Lima se enamoró y caso con Mercedes Castañeda en 1842, aunque un año después abandonó a su mujer y a su hijo Octavio el cual murió joven, para irse al norte de Perú, atraído por la explotación de la corteza de quina, pero con tan mala fortuna, que sumó otro fracaso a su agitada vida empresarial.
Bajo el influjo de un nuevo fracaso económico Villamil de Rada va en busca del oro de San Francisco donde fundó un periódico de tipo comercial editado en cuatro idiomas, el cual le devolvió la esquiva fortuna y lo convirtió en millonario, fortuna que invirtió en la importación de casas de madera desde Nueva York, la cual se esfumó con un voraz incendio.
Luego de ese evento, viaja a México donde suma otro fracaso comercial en una empresa de publicidad. A los 40 años en compañía de un pastor protestante busca en Australia la tan esquiva fortuna. Al poco tiempo de llegar a Sídney, el pastor murió. Villamil de Rada se emplea en oficios humildes, barriendo y fregando pisos. al mismo tiempo que aprendía las lenguas nativas australianas y las de la India. name-genenal
lenguas queyaeran, muertas

## El segundo regreso aBolivia
En 1856 regresa a Bolivia, y se lanza como candidato a diputado por su pueblo natal Sorata, y es diputado electo de esa localidad, pero la dictadura de José María Linares le obligó a volver a huir al Perú y regresó a Bolivia a la caída del régimen de Linares en 1861, donde funda el periódico "La Bandera Tricolor"
En 1861 es elegido nuevamente diputado por su zona, y se dedica a combatir con mucha fuerza a la dictadura pasada de Linares, al mismo tiempo combina la actividad política con la minera buscando oro en las minas de Tipuani tratando de encontrar la riqueza que su padre encontró en esas minas. Ese fue su último intento empresarial antes de su muerte.
Fue nombrado comisario demarcador de límites con el vecino Brasil, país al cual se mudó una vez terminado ese servicio, fijando su vivienda en Río de Janeiro, donde se dedicó a escribir para una sociedad de estudios antropológicos.
Deprimido por el poco interés del gobierno boliviano en su obra literaria, viejo y pobre decidió ponerle final a la aventura de su vida arrojándose al mar, dejando sin completar la obra que el mismo había iniciado, corría el año de 1880.

## Su obra
El profundo conocimiento que tenía Villamil de Rada de muchas lenguas vigentes y muertas, además, de su memoria privilegiada, le permitieron escribir una vasta obra, principalmente en Río de Janeiro, donde pasó sus últimos años de vida.
Sus obras son las siguientes:
El sistema de la primitividad americana
Nacionalidades americanas emanando del Perú
La Lengua de Adán
La localidad del Edén y su mapa de los cuatro ríos que designa con precisión el Génesis
La Historia prehistórica, generante de la ulterior
Introducción al vocabulario en aymara teutónico. Glosario
De los radicales aymaras en lenguas arianas
La religión primitiva y sus dogmas en América
Además, Villamil de Rada se encontraba escribiendo:
Historia del descubrimiento de la lengua primitiva
Del estado de las ciencias de las lenguas de Europa,
Notas sobre la lengua elemental
Introducción general al vocabulario aymara en otras lenguas
Elementos gramaticales del aymara y Discurso
El Sistema de la primitividad americana.
Estos libros estaban destinados a conformar la obra : La filosofía de la humanidad.
Lamentablemente, el incendio en Palacio de Gobierno ocurrido el 20 de marzo de 1875 (por lo cual se denomina en la actualidad a esa edificación como "Palacio Quemado", destruyó gran parte de esa literatura

## Homenaje
En la ciudad de La Paz una calle lleva su nombre y en el barrio de Miraflores una Unidad Educativa lleva el nombre de Emeterio Villamil de Rada.